# Dolichoderus taschenbergi
Dolichoderus taschenbergi es una especie de hormiga del género Dolichoderus, subfamilia Dolichoderinae. Fue descrita científicamente por Mayr en 1866.
Se distribuye por Canadá y los Estados Unidos. Se ha encontrado a elevaciones de hasta 777 metros. Vive en microhábitats como arbustos, montículos y nidos.